# تينتغل (كورنوال)
تينتغل (بالإنجليزية: Tintagel)‏ هي قرية وأبرشية مدنية تقع في المملكة المتحدة في إنجلترا. يقدر عدد سكانها بـ 1,727 نسمة .